# D. J. Williams
(en) Statistiques sur pro-football-reference
Genos Derwin Williams, Jr., né le 20 juillet 1982 à Sacramento (Californie), est un joueur américain de football américain évoluant au poste de linebacker.
Il a étudié à l'Université de Miami et joua pour les Miami Hurricanes.
Il est drafté en 2004 à la 17e position (premier tour) par les Broncos de Denver.
En 2013, il signe avec les Bears de Chicago pour un an, un contrat renouvelé le 11 mars 2014 pour une année supplémentaire.